# Lamazhang Shuiku
Lamazhang Shuiku (kinesiska: 拉马章水库) är en reservoar i Kina. Den ligger i provinsen Liaoning, i den nordöstra delen av landet, omkring 84 kilometer nordväst om provinshuvudstaden Shenyang. Lamazhang Shuiku ligger 68 meter över havet. Arean är 3,2 kvadratkilometer. Trakten runt Lamazhang Shuiku består till största delen av jordbruksmark. Den sträcker sig 2,4 kilometer i nord-sydlig riktning, och 2,1 kilometer i öst-västlig riktning.
Genomsnittlig årsnederbörd är 867 millimeter. Den regnigaste månaden är juli, med i genomsnitt 195 mm nederbörd, och den torraste är januari, med 9 mm nederbörd.